# 3-Metil-1-pentanol
3-Metil-1-pentanol (IUPAC ime) je organsko hemijsko jedinjenje. On se prirodno javlja u biljci Capsicum frutescens, vrsti ljute paprike.